# Eddie Ashworth
Eddie Ashworth (Inglewood, ...) è un musicista, produttore discografico e docente statunitense noto soprattutto per aver collaborato alla produzione di diversi album discografici.
Come musicista, il suo strumento principale è il mandolino, ma sa suonare anche la chitarra e le tastiere.

## Biografia
Eddie Ashworth sviluppa interesse per la musica sin da bambino. Successivamente comincia i propri studi alla Università della California a Los Angeles dove si laurea in letteratura inglese.
Ashwoth decide di entrare nel campo della musica. Tra i suoi primi lavori di successo si ricorda Once Bitten dei Great White, diventato disco di platino.
Dal 2003 lavora come docente presso la Università dell'Ohio. Nel 2007 si schiera apertamente contro le pratiche legali della Recording Industry Association of America.